# Varnhems klosterkyrka
Varnhems klosterkyrka är en kyrkobyggnad i Varnhem i Skara stift. Den är församlingskyrka i Valle församling. Byggnaden uppfördes ursprungligen som en del av Varnhems kloster.
Fram till 1937 hette Varnhems församling Skarke. Kyrkan är även en viktig del i Klosterstaden Varnhem, en turistanläggning som skapades för att ta emot den anströmning av besökare som intresset kring Jan Guillous historiska romansvit om tempelriddaren Arn medförde. Även om det litterära inslagets betydelse minskat över tid är byggnaden i sig en av landets mest besökta kyrkor.

## Kyrkobyggnaden
Varnhem är en romansk-gotisk kyrkomiljö. Kyrkan är byggd i kalksten och består av ett treskeppigt långhus med högkoret i öster och ett tvärskepp strax innan koret. Kyrkan har ett bastant, lökformat centraltorn och ett par mindre torn i väster. Yttermurarna är stadgade med kraftiga strävpelare. Runt högkorets absid finns en koromgång med mindre utbyggnader (kapellkrans). Mellan långhuset och den norra korsarmen finns en sakristia och på motsvarande plats i söder familjen de la Gardies utbyggda gravkor.
Interiören rymmer flera detaljer som knyter an till kyrkans långa byggnadshistoria. Strax framför det bevarade lekmannaaltaret ligger riksföreståndaren Birger jarls gravtumba med skulpterad häll. Från 1600-talets renovering finns De la Gardies familjegrav och den fasta inredningen i barockstil.

## Historik

### Vikingatiden

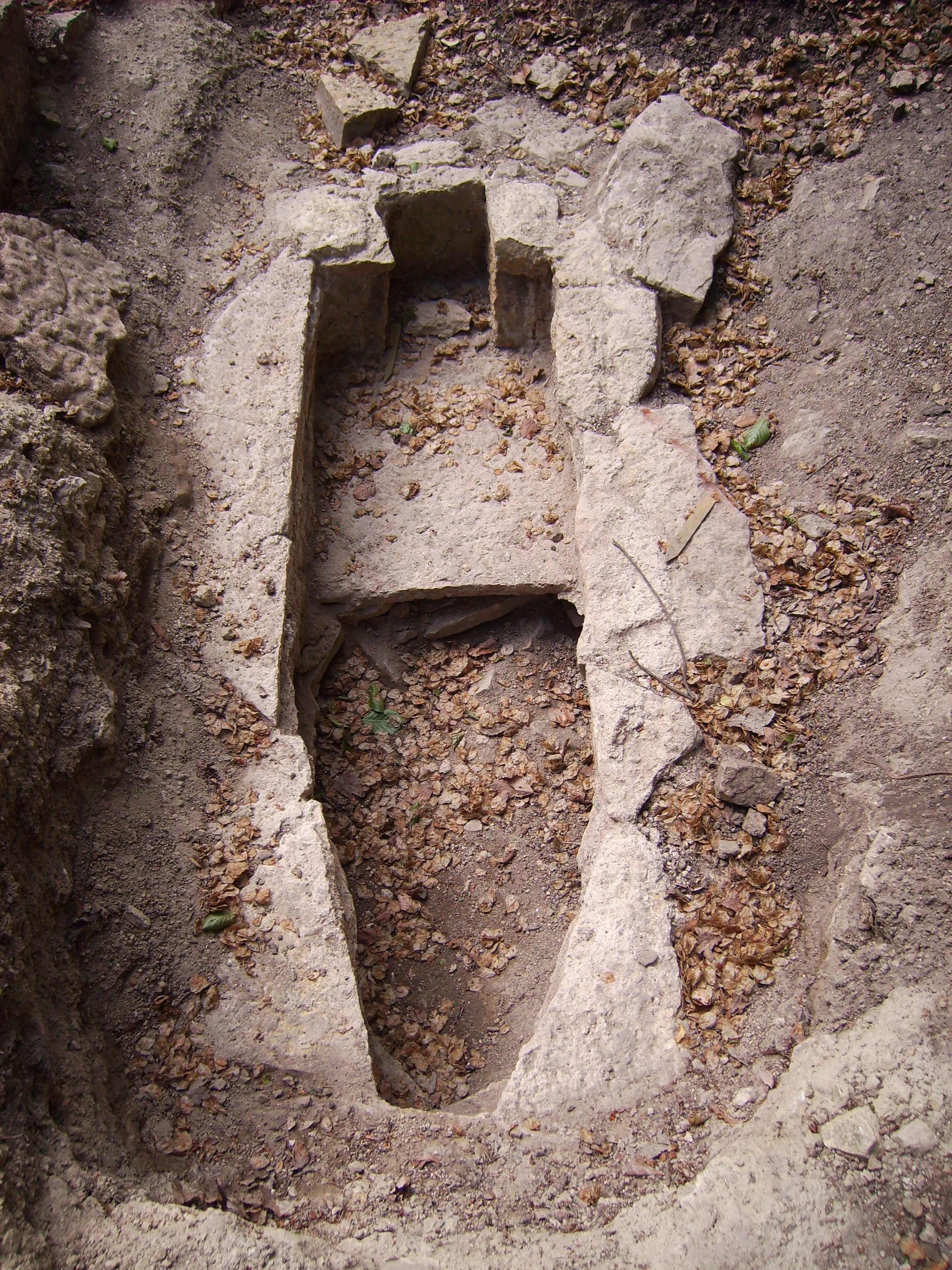
Grav från 1000-talet vid Varnhem.

På platsen för Varnhems kyrka finns de äldsta spåren av kristendom i Sverige. Man har funnit gravar från vikingatiden som vittnar om ett kristet gravskick. Den helhetsbild som undersökningar med C14-dateringar ger gör det troligt att den kristna begravningsplatsen togs i bruk under sent 800-tal. På platsen byggdes först en träkyrka och därefter en stenkyrka som tros ha uppförts senast på 1040-talet, vilket gör den till den äldsta stenkyrkan på svensk mark utanför Skåne.

### Medeltiden
Kung Sverker den äldre donerade flera gårdar och lät instifta ett cistercienserkloster tillsammans med biskop Eskil i Sverige. Även rika privatpersoner gjorde stora donationer som fru Sigrid av den Erikska ätten, som donerade sin stora gård Varnhem till cistercienserorden. Abboten Henrik anlände till Varnhem i maj 1150 från Alvastra kloster i Östergötland och påbörjade uppförandet av en klosterkyrka i romansk stil med klostret Fontaney som förebild. Kordelen utformades som ett högkor med rakt avslut, omgivet av två rakslutade sidokor. I anslutning till koret anlades ett tvärskepp med två korsarmar. Därefter uppfördes ett treskeppigt långhus av basilikatyp, alltså med mittskeppet högre än sidoskeppen. Valven, som saknade ribbor, slogs så att varje valv i mittskeppet stöttades av två mindre valv i sidoskeppen. I enlighet med cistercienserordens regelverk utformades långhuset med släta väggar och arkadpelare.

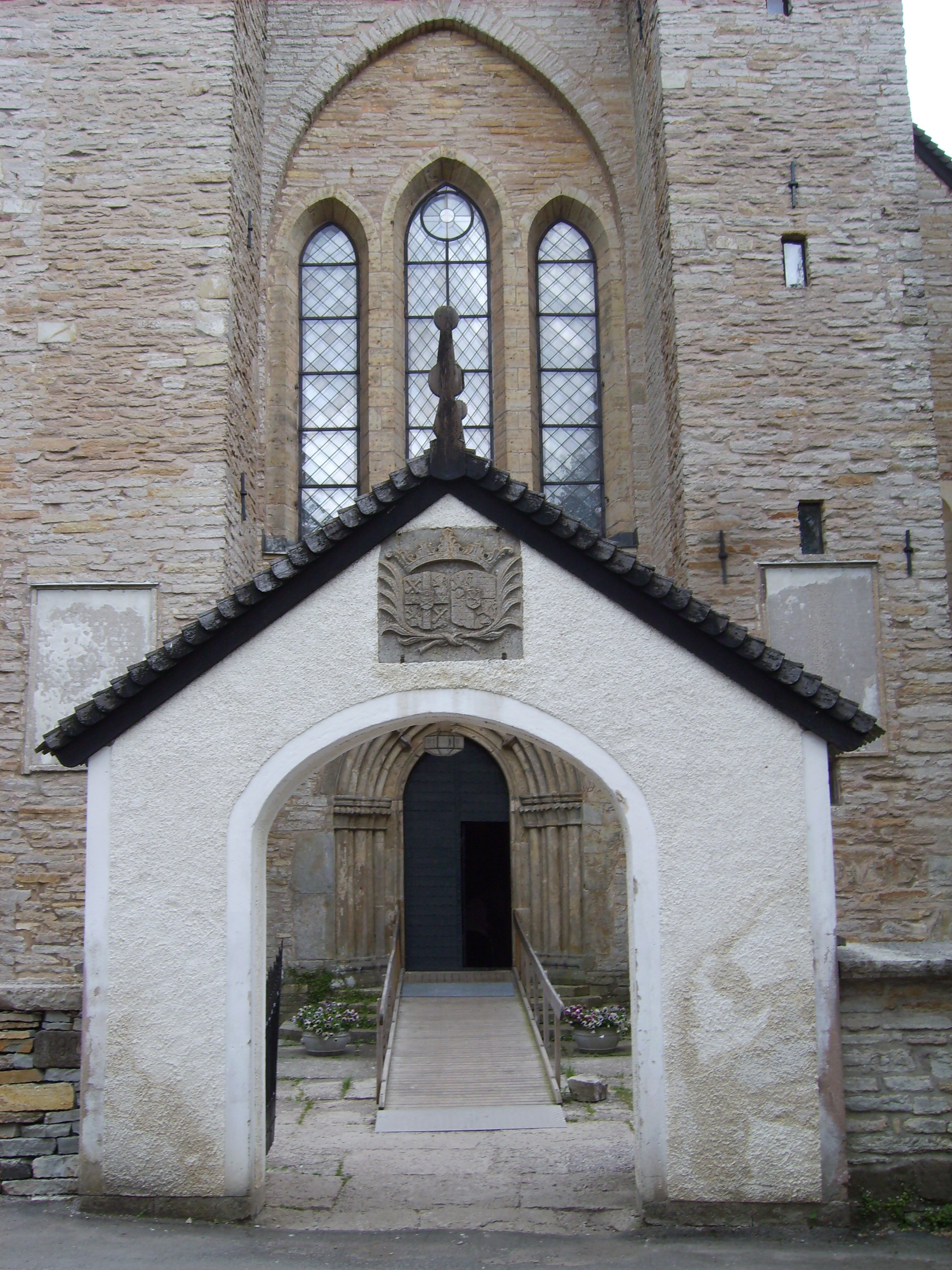
Västfasaden

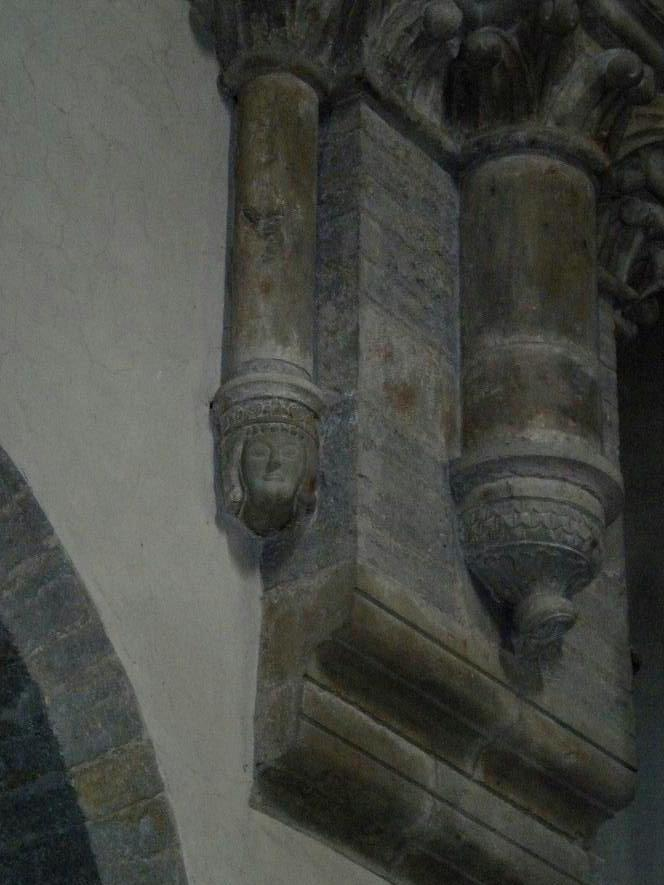
Konsolhuvud identifierat som föreställande Birger Jarl.

1234 bröt en brand ut som troligen började i kordelen och ödelade klostret. Ett omfattande återuppbyggnadsarbete sattes igång med understöd av Birger jarl. Kyrkan täcktes med unggotiska valv och fick ett nytt östparti. Koret ändrades på samma sätt som munkarna i klosterkyrkan i Clairvaux ändrade koret, då Bernhard av Clairvaux avlidit 1153, från rakslutning till en halvcirkelformad absid med koromgång och kranskapell. Kyrkorummet smyckades med finhuggna detaljer i sandsten, däribland flera individuellt utformade konsolhuvuden.
Västfasaden fick i huvudsak sin nuvarande unggotiska utformning vid 1200-talets mitt. De äldsta delarna av kalkstensmurarna från 1100-talet är grovt tuktade, medan 1200-talets murverket har fått en finare bearbetning. Den norra tvärskeppsfasaden har en baldakinportal från samma tid.  Den nyrenoverade kyrkan blev i huvudsak klar under 1260-talet.

### Kungagravar
Klosterkyrkan i Varnhem blev gravplats för den kungliga Erikska ätten; Knut Eriksson (död 1196), Erik Knutsson (död 1216), Erik den läspe och halte Eriksson (död 1250) som gynnade klostret med rika gåvor i mark och pengar som ersättning för de förnämliga gravplatserna, är begravda där. De har var sitt gravkor med monument från 1600-talet. Där har också kung Inge den äldre (död cirka 1100) som tillhörde den Stenkilska ätten ansetts vila, vars kvarlevor flyttades till klosterkyrkan före branden år 1234 från Hångers ödekyrkogård och då ska ha funnits under en omärkt sten i mittgången. Det anses klarlagt att Inges familjegrav egentligen finns i Vreta kyrka och att hans stoft flyttades dit.
På en framträdande plats i klosterkyrkan, framför det "Heliga Korsets Altare", har stamfadern för den kungliga Bjälboätten sin gravplats; under en skulpterad gravhäll vilar Birger jarl (död 1266) med sonen hertig Erik (död 1275) och andra gemålen, änkedrottning Matilda av Danmark (död 1288). En porträttbyst som föreställer Birger finns högt uppsatt under ett takvalv. Andra som är begravda i Varnhems klosterkyrka är Magnus Gabriel de la Gardie med hustru, prinsessan Maria Eufrosyne, samt Jesper Swedberg.

### Stormaktstiden
År 1527 övergick klostret till kronan och klosterbyggnaderna brändes av danskarna 1566, under det Nordiska sjuårskriget. Danskarna brände även Skarke kyrka vilket ledde till att Varnhems kyrka övertog rollen som församlingskyrka i Skarke socken. På 1570-80-talen gjordes renoveringar på Johan III:s initiativ. Han lät bland annat uppföra kenotafer, gravmonument över Inge den äldre Stenkilsson och medeltida konungar från den erikska ätten som ligger begravda i kapellkransen.

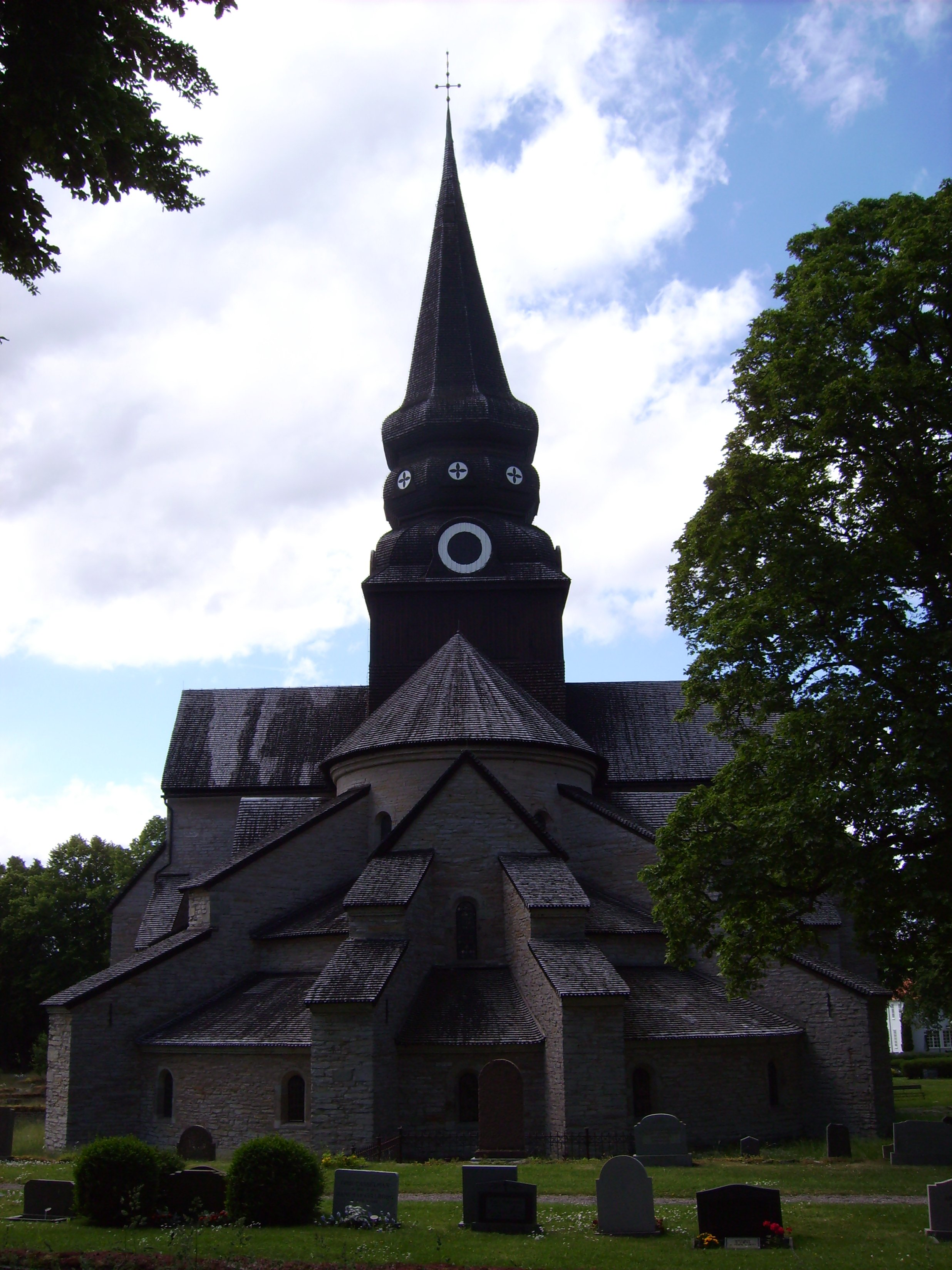
Östfasaden med bastanta strävpelare kring korets absid och kapellkrans.

År 1647 ingick kyrkan i Drottning Kristinas bröllopsgåva till greve Magnus Gabriel De la Gardie och hans hustru Maria Eufrosyne. Greven besökte platsen omkring 1650 och valde den som plats för en släktgrav. Under stormaktstiden ökade medvetenheten om Sveriges historia och ett intresse börjat väckas för att bevara fornminnen; till exempel utfärdades 1666 ett fornvårdsplakat. Greve Magnus Gabriel konsulterade därför Johan Hadorph och andra fornforskare på antikvitetskollegiet och år 1668 kom uppbyggnadsarbetet av kyrkan igång på allvar.
Vid renoveringen, som leddes av Lars Skragge, värnade greven visserligen om klosterkyrkans medeltida återstoder, men han drog sig inte för att hämta sten från klosterbyggnaderna utanför. För att stötta murarna uppfördes kraftiga strävpelare, nya valv slogs bland annat över det norra tvärskeppet, fönstren i södra sidoskeppet murades om och kyrkan fick sin barockinredning. De medeltida fasaderna putsades och vitkalkades. Västra ingången flyttades från norra delen av fasaden till mitt på kyrkroppen. Slutligen restes ett torn med en lökformad spira över kyrkans korsmitt, och i väster uppfördes två mindre torn. Den enda byggnaden som tillfogades var familjen de la Gardies gravkor i söder.

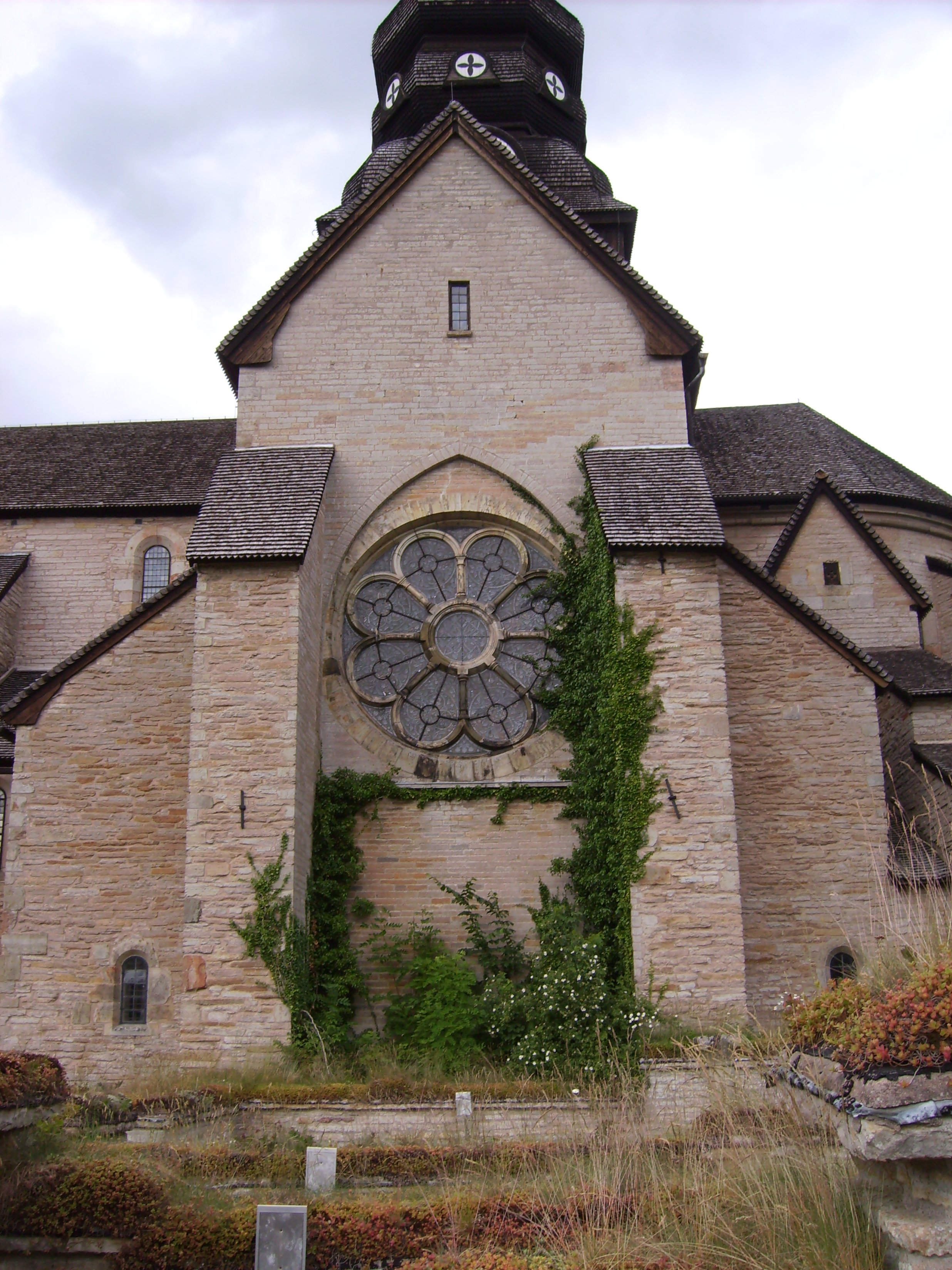
Det södra tvärskeppet med rosettfönster

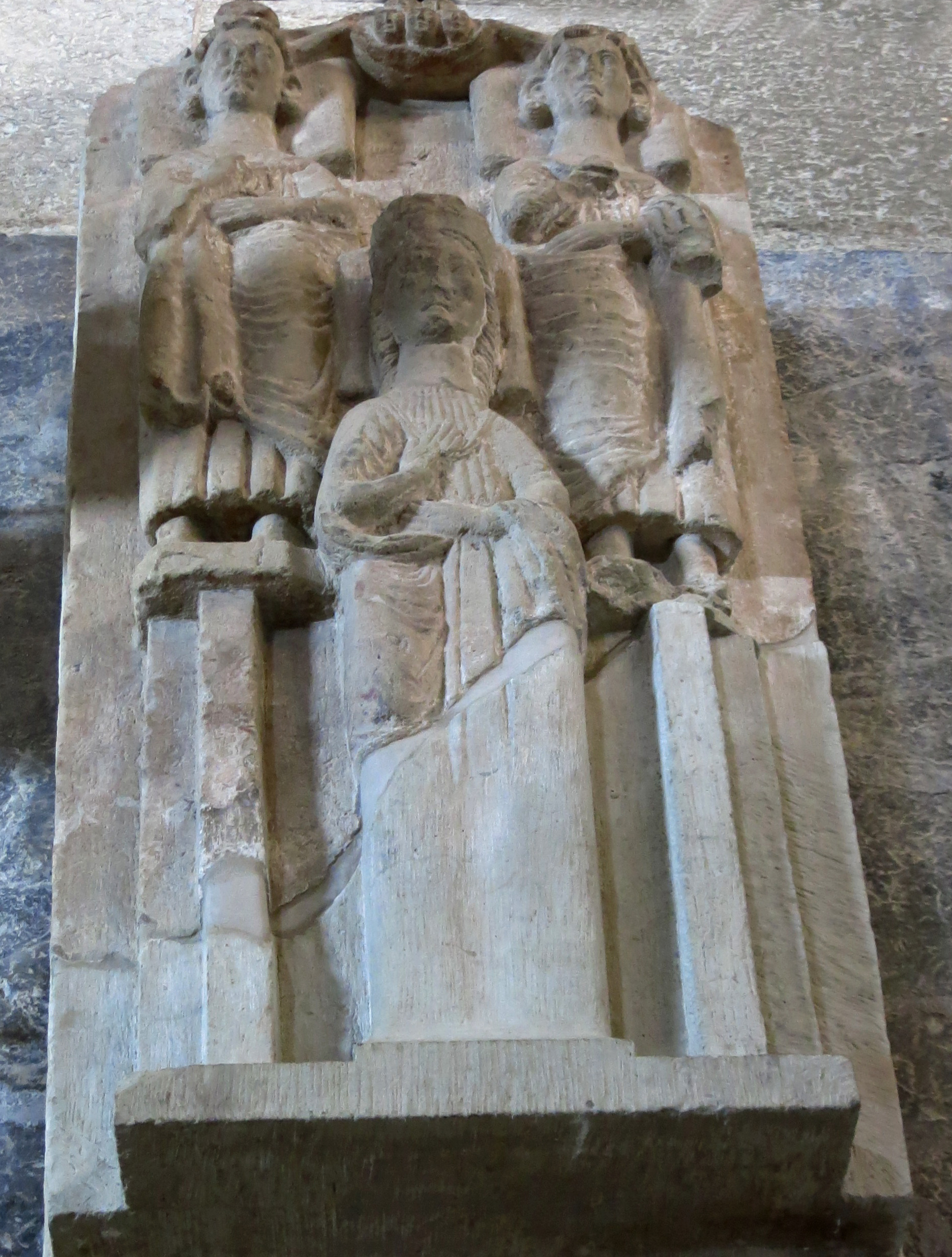
Mechtildstenen med Birger Jarl, Mechtild av Holstein och hertig Erik Birgersson.

### Stilrenoveringar
Under 1800-talet började man, efter ett förslag av arkitekt Johan Fredrik Åbom, att ta upp ett nytt rosettfönster i södra korsarmens gavel. Emellertid lanserade överintendent Helgo Zettervall 1889 ett nytt restaureringsprogram i avsikt att återställa kyrkan i en stiliserad medeltida stil. Inte heller detta förslag fullföljdes helt; man murade dock om utsidorna på de båda tvärskeppens gavlar, gjorde klart det södra rosettfönstret och bytte ut det medeltida masverket i norra korsarmens rosettfönster.
Kring sekelskiftet 1900 växte sig oppositionen mot Zettervalls stilrestaureringar starkare (se ombyggnaden av Skara domkyrka och Uppsala domkyrka). Arkitekten Sigurd Curman, som hade studerat restaurering på kontinenten bildade ny skola med sin restaurering av Vreta klosters kyrka 1914–1917. Curman lät spåren vara kvar från olika tidsepoker istället för att avlägsna senare tiders förändringar när det kunde undvikas. I denna anda genomförde Curman renoveringar i Varnhem mellan år 1918–1923, då man även grävde fram och frilade klostrets murar. Under Curmans renovering fann man Birger Jarls grav, vars autenticitet bekräftades i en omfattande arkeologisk undersökning 2002.

## Inventarier

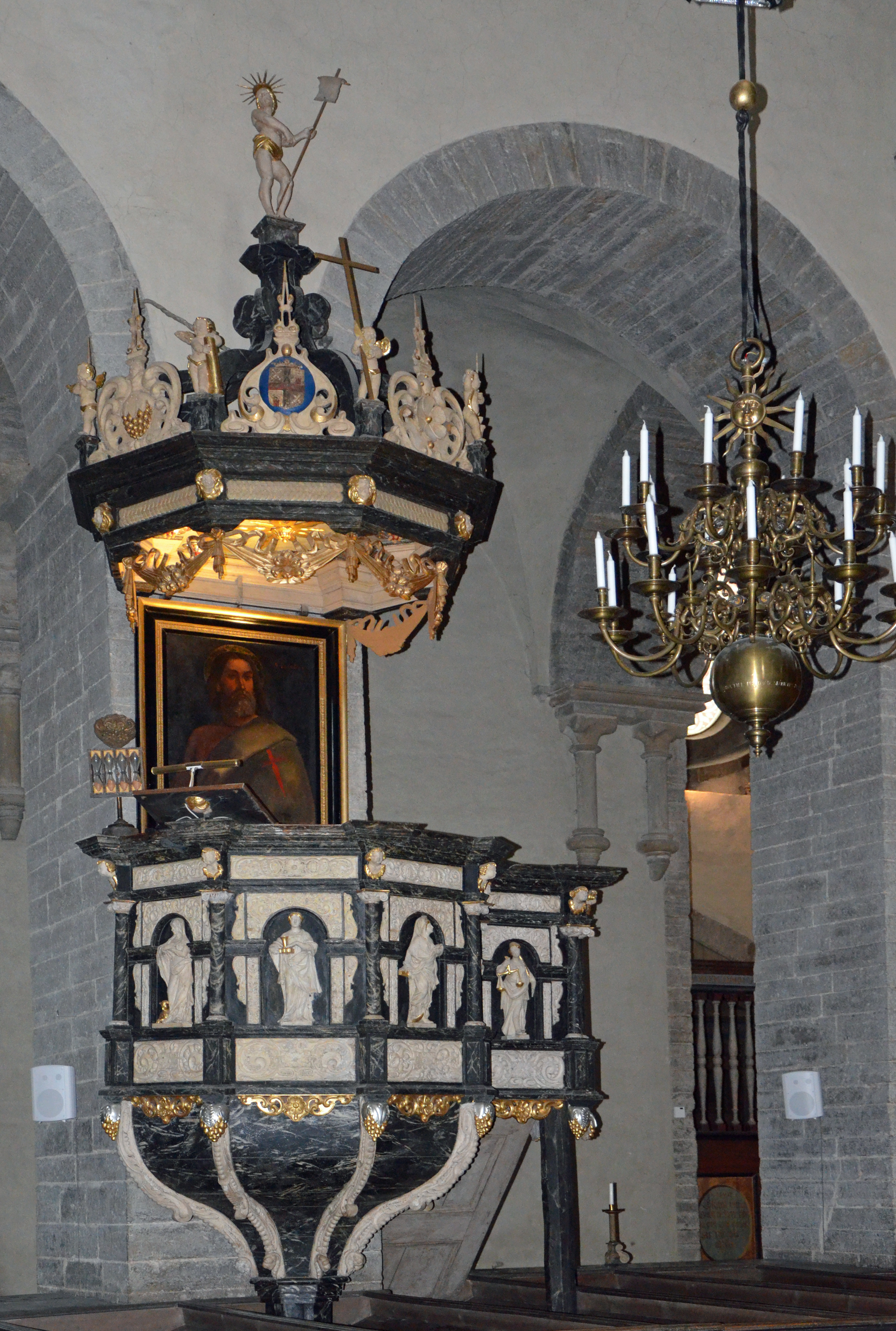
Predikstolen utförd av Hans Hebel och Georg Baselaque.

- Romansk dopfunt i sandsten från 1100-talets andra hälft, kommer troligtvis från Skarke kyrka.
- Altaruppsatsen av George Baselaque 1672-1673 som visar bibliska motiv med: Moses med Gudsbuden och Kristus som den gode herden och är smyckad med De la Gardies och hans gemåls vapen i relief. bild[död länk]
- Altartavla från 1706 av Johan Aureller d.y.
- Predikstolen med ljudtak och trappbalustrad utförd av träsnidare Hans Hebel och bildhuggare Georg Baselaque 1672-1673. Figurerna visar de sju kristna dygderna: Fortitudo (styrka), Justitia (rättvisa), Veritas (sanning), Spes (hopp), Fides (tro), Temperentia (måttfullhet och behärskning) samt Caritas (kristlig kärlek).
- I kapellkransen finns gravmonument över kung Inge den äldre (kenotaf) och tre medeltida konungar från den erikska ätten som ligger begravda i kyrkan, alla fyra från Johan III:s tid.
- Kungastolar med kolonner och baldakintak.
- Herrskapsbänkar för den grevliga familjen, försedda med De la Gardiska respektive Pfalz-Zweibrückska vapnen på dörrarna.
- Skulpterad gravhäll framför Heliga korsets altare, som innehåller kvarlevorna av Birger jarl, hans andra hustru Mechtild av Holstein och sonen Hertig Erik.
- Gravkor för rikskanslern Magnus Gabriel De la Gardie († 1686) och hans gemål Maria Euphrosyne († 1687), samt deras äldste son, greve Gustaf Adolf († 1695) och hans hustru, Elisabeth Oxenstierna († 1721).
- Kormatta från 1951, Livsvandringen av Agda Österberg.

## Orglar
- 1673: Mäster Joen i Lyrestadh, d.v.s. prosten och orgelbyggaren Jonas Rudberus (1636-1697), Lidköping, byggde ett orgelverk med 38 stämmor. För fasadens utsmyckning svarade den belgiske bildhuggaren George Baselaque.

Disposition:
| Manualen (I)                 | Ryggpositivet (II)                          | Bröstpositivet (III)         | Pedalen                         |
| Principal 16 fot             | Principal 8 fot                             | Gedackt 8 fot                | Untersatz 32 fot*               |
| Octava 8 fot                 | Qvintadena 8 fot                            | Gedackt 4 fot                | Untersatz 16 fot                |
| Gedackt 8 fot                | Salicional 8 fot                            | Qvinta 3 fot (eg. 2 2/3 fot) | Principal 16 fot                |
| Spetsflöjt 8 fot             | Gedackt 8 fot                               | Principal 2 fot              | Principal 8 fot                 |
| Octava 4 fot                 | Octava 4 fot                                | Gemshorn 1 fot               | Gedackt 8 fot                   |
| Flöjt 4 fot                  | Qvinta 3 fot (eg. 2 2/3 fot)                | Sexta [?] 1 fot              | Octava 4 fot.                   |
| Qvinta 3 fot (eg. 2 2/3 fot) | Superoctava 2 fot                           | Cymbel 1 fot                 | Spetsflöjt 4 fot                |
| Superoctava 2 fot            | Superkvinta 1 [1 1/2?] fot                  |                              | Blockflöjt 2 fot                |
| Sesquialtera II chor.        | Sesquialtera II chor. 2 2/3 fot + 1 3/5 fot |                              | Sesquialtera II chor.           |
| Mixtur IV chor.              | Scharf III chor.                            |                              | Basun 16 fot                    |
| Trumpet 8 fot                | Cymbel 1 fot                                |                              | Trumpet 8 fot                   |
| Cornettin 4 fot              | Dulcian 8 fot                               |                              | Trumpet 4 fot                   |
|                              |                                             |                              | *påbörjad men aldrig fullbordad |

- 1704: Visitation av biskop Jesper Swedberg, som konstaterade att orgelverket befann sig i ett mycket dåligt skick.
- 1708: Kontrakt upprättades med Johan Niclas Cahman, Stockholm, som påpekar att orgeln i Varnhem är i så dåligt skick "att man ej kan wetta eller specificera hwad för stemmor der hafwa förr warit eller ännu äre, emädan uti hela Manualen snart inga eller få Pijpor äre qwar ..." I ryggpositivet fanns dock de flesta piporna ännu kvar, men eftersom detta var trångt och svårt att reparera, föreslog Cahman att man med användning av pipor från ryggpositivet bara skulle iståndsätta manualverket. I kontraktet angavs följande disposition:

Disposition:
| Manual                              |
| Borduna 16 fot                      |
| Principal 8 fot                     |
| Fluit Doux 8 fot                    |
| Octava 4 fot                        |
| Decima 4 fot (= Ters 1 3/5 fot)     |
| Qvinta 3 fot (eg. 2 2/3 fot)        |
| Superoctava 2 fot                   |
| Mixtur IV chor. Bas /Discant (1708) |
| Trompet 8 fot (1708)                |

- 1879: Firma Marcussen & Søn, Aabenraa, Danmark, byggde en helt ny 26-stämmig orgel. Ny fasad och läktare utformades efter ritningar av arkitekt E. Jacobsson.
- 1923: Orgeln försågs med en ny fasad ritad av arkitekt Axel Forssén efter förebild av 1600-talsrgeln.
- 1954: Tillägg av Mixtur IV chor. i manual I.
- 1965: En eldsvåda förstör orgeln.
- 1968: Hermann Eule, Bautzen, DDR, byggde en mekanisk 3-manualig orgel med 33 stämmor. Ny fasad.

Disposition:
| Huvudverk (I)                         | Svällverk (II)    | Bröstverk (III) | Pedal              | Koppel |
| Kvintadena 16’                        | Hålflöjt 8’       | Gedackt 8’      | Subbas 16’         | I/P    |
| Principal 8’                          | Fugara 8’         | Rörflöjt 4’     | Oktavbas 8’        | II/P   |
| Rörflöjt 8’                           | Unda maris 8’     | Principal 2’    | Gedackbas 8’       | III/P  |
| Oktava 4’                             | Principal 4’      | Larigot 1 1/3’  | Oktava 4'          | II/I   |
| Koppelflöjt 4’                        | Waldflöjt 4’      | Cymbel II chor. | Dolkan 2’          | III/I  |
| Oktava 2’                             | Nasat 2 2/3’      | Krumhorn 8’     | Mixturbas IV chor. |        |
| Sesquialtera II chor. 2 2/3’ + 1 3/5’ | Svegel 2’         | Tremulant       | Fagott 16’         |        |
| Mixtur V chor.                        | Sifflöjt 1’       |                 | Clairon 4’         |        |
| Trumpet 8’                            | Scharf IV chor.   |                 |                    |        |
|                                       | Skalmeja 8’       |                 |                    |        |
|                                       | Tremulant         |                 |                    |        |
|                                       | Crescendosvällare |                 |                    |        |